# Островська Ніла Василівна
Ні́ла Васи́лівна Остро́вська (нар. 25 липня 1969, село Рублянка, Красилівський район, Хмельницька область) — український політик. Міський голова Красилова (з листопада 2010 по квітень 2015 року, з листопада 2017 року).

## Біографія
В 1986 році закінчила Красилівську СШ № 1 та вступила до Хмельницького кооперативного технікуму, який закінчила з відзнакою у 1988 році.
Н.Островська розпочала свою трудову діяльність у 1988 році вчителем математики у Веселівській неповній середній школі Красилівського району.
В період з 1994 року по 2002 рік працювала інспектором у Державній податковій інспекції Красилівського району.
З 1996 року по 1999 рік навчалася в Тернопільській академії народного господарства на заочній формі навчання за спеціальністю «Фінанси і кредит» та здобула кваліфікацію економіста.
З 2002 по 2006 рік займала посаду директора ТОВ «Поділля-Фарм».
У 2006 році була обрана депутатом Красилівської міської ради п'ятого скликання.
16 травня 2006 року Красилівська міська рада затвердила Островську Н.В. на посаду першого заступника міського голови з питань діяльності виконавчих органів.
23 листопада 2010 року громада міста Красилів обрала Островську Нілу Василівну міським головою.
31 березня 2015 року Розпорядженням Президента України №381/2015-рп Островську Нілу Василівну призначено головою Красилівської районної державної адміністрації Хмельницької області.
Н.Островська член партії Всеукраїнське об'єднання «Батьківщина» з 2005 року.
Одружена, виховує доньку та сина.